# 狭叶对囊蕨
狭叶对囊蕨（学名：Deparia longipes）也称昆明假蹄盖蕨，为蹄盖蕨科对囊蕨属下的一个种。